# Сен Лоран
„Сен Лоран“ (фр. Saint Laurent) је француски биографски филм из 2014. у режији Бертрана Бонелоа. Филм приказује живот француског модног креатора Ива Сена Лорана на врхунцу каријере између 1965. и 1976. године, као и у периоду његове старости. Улогу Лорана из млађих дана игра Гаспар Улије, док га из периода старости тумачи Хелмут Бергер. Поред њих у филму играју Жереми Реније, Луј Гарел, Леа Седу, Доминик Санда и Амира Касар. Интересатно је да је исте године изашао и филм под називом Ив Сен Лоран који је такође тематизовао живот познатог модног креатора.
„Сен Лоран“ је премијерно приказан на филмском фестивалу у Кану где је био у конкуренцији за Златну палму. Такође је отворио 43. ФЕСТ у Београду. Био је званични француски кандидат за Оскара за најбољи филм ван енглеског говорног подручја, али није добио номинацију. У јануару 2015. „Сан Лоран“ је добио 10 номинација за Награду Цезар, укључујући номинације за најбољи филм, најбољу режију, најбољег глумца и најбољег глумца у споредној улози.

## Улоге
| Глумац        | Улога                   |
| ------------- | ----------------------- |
| Гаспар Улије  | Ив Сен Лоран            |
| Луј Гарел     | Жак де Башер            |
| Жереми Реније | Пјер Берже              |
| Леа Седу      | Лулу де ла Фалез        |
| Хелмут Бергер | Ив Сен Лоран у старости |
| Доминик Санда | Лусијен                 |
| Амира Касар   | Ан-Мари Мунос           |